# 大湾镇 (郁南县)
大湾镇，是中华人民共和国广东省云浮市郁南县下辖的一个乡镇级行政单位。

## 行政区划
大湾镇下辖以下地区：
大湾社区、前进村、五星村、覃蓬村、卫星村、迳口村、覃葛村和水口村。